# Церковь Рождества Пресвятой Богородицы (Казаново)
Церковь Рождества Пресвятой Богородицы — храм Русской православной церкви в урочище Казаново Московской области.
Церковь имеет статус памятника архитектуры регионального значения.
Адрес: Волоколамский район, урочище Казаново (близ деревни Шитьково).

## История
Церковь была построена на средства прихожан в 1816—1824 годах в бывшем селе Казаново, принадлежавшем в конце XVI века боярину Степану Васильевичу Годунову, ныне не существующем, в полутора километрах к югу от деревни Шитьково. Возведена на месте обветшавшей деревянной церкви.
Автор проекта храма неизвестен. Его здание представляет собой бесстолпный куб храма, увенчанный купольной ротондой, с боковыми притворами. В одной связке выполнена трёхъярусная, со шпилем, колокольня. Имеется трапезная с приделом пророка Божия Илии.
В 1930-е годы храм был закрыт, село Казаново вскоре исчезло. В годы Великой Отечественной войны деревня Шитьково была занята немцами. После войны в храме был расположен молокозавод, после закрытия которого здание оставалось заброшенным и разрушалось.
Только после распада СССР, храм был приписан к Никольскому храму села Амельфино. С 2010 года в нём начались восстановительные работы. По благословению митрополита Ювеналия у храма был открыт православный молодёжный лагерь, вместе с участниками которого трудились и местные жители окрестных деревень Шитьково, Соснино, Власьево: церковь была расчищена от мусора, возведена временная кровля над четвериком и установлен крест.
В тёплое время года служатся молебны, которые проводит настоятель ближайшей церкви Николая Чудотворца в деревне Матрёнино. Настоятель церкви Рождества Пресвятой Богородицы в Шитьково — священник Дмитрий Пищерков.